# Sinagoga El Ghriba
La sinagoga El Ghriba (in arabo كنيس الغريبة‎?) è una sinagoga nell'isola di Gerba, in Tunisia, nel villaggio ebraico di Hara Seghira (oggi conosciuto come er-Riadh), situato ad alcuni chilometri da Houmt Souk.
La sinagoga è la più antica della Tunisia e oltre ad essere il centro della vita ebraica nell'isola è anche importante luogo di pellegrinaggio.

## Storia

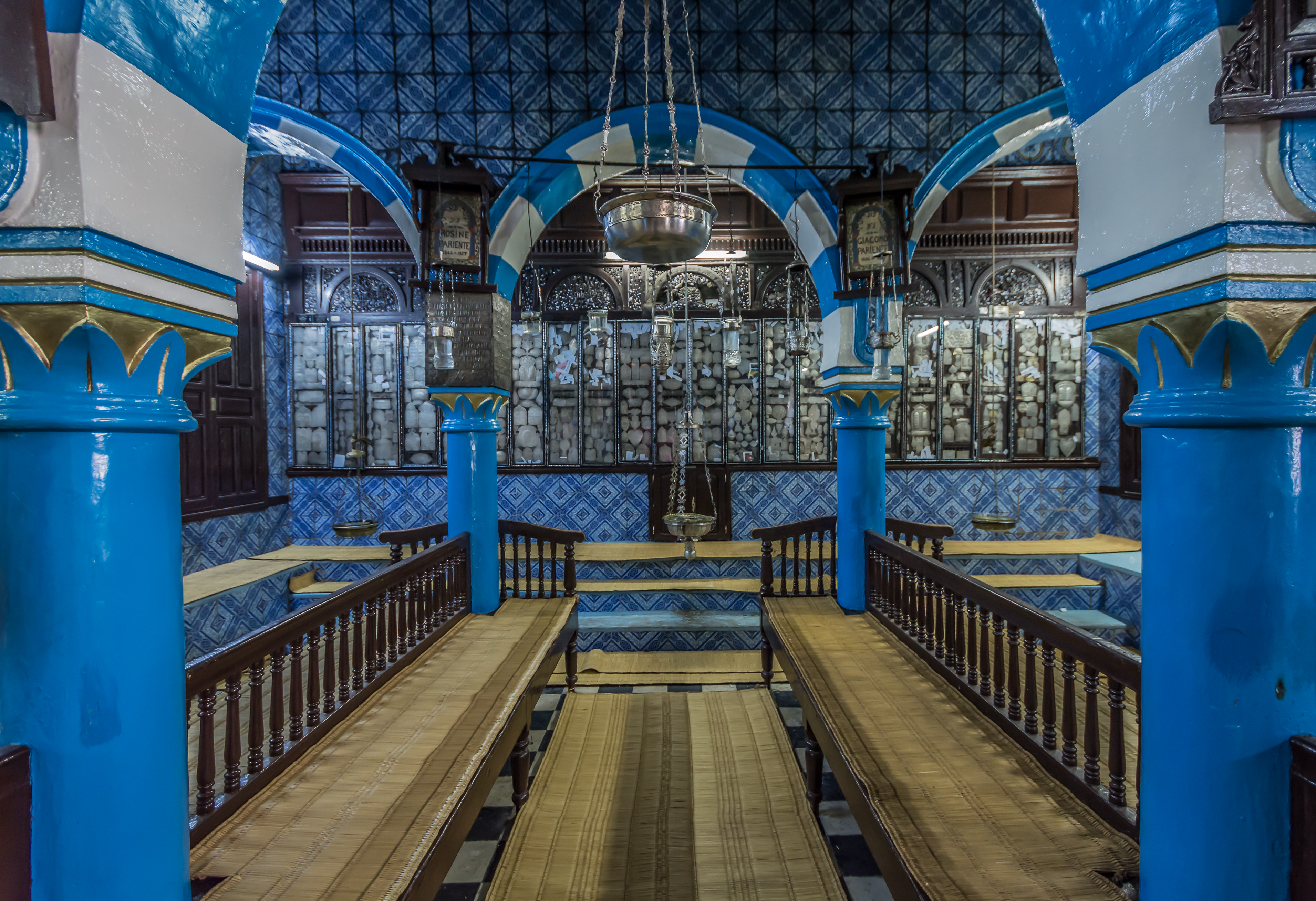
Interno della sinagoga.

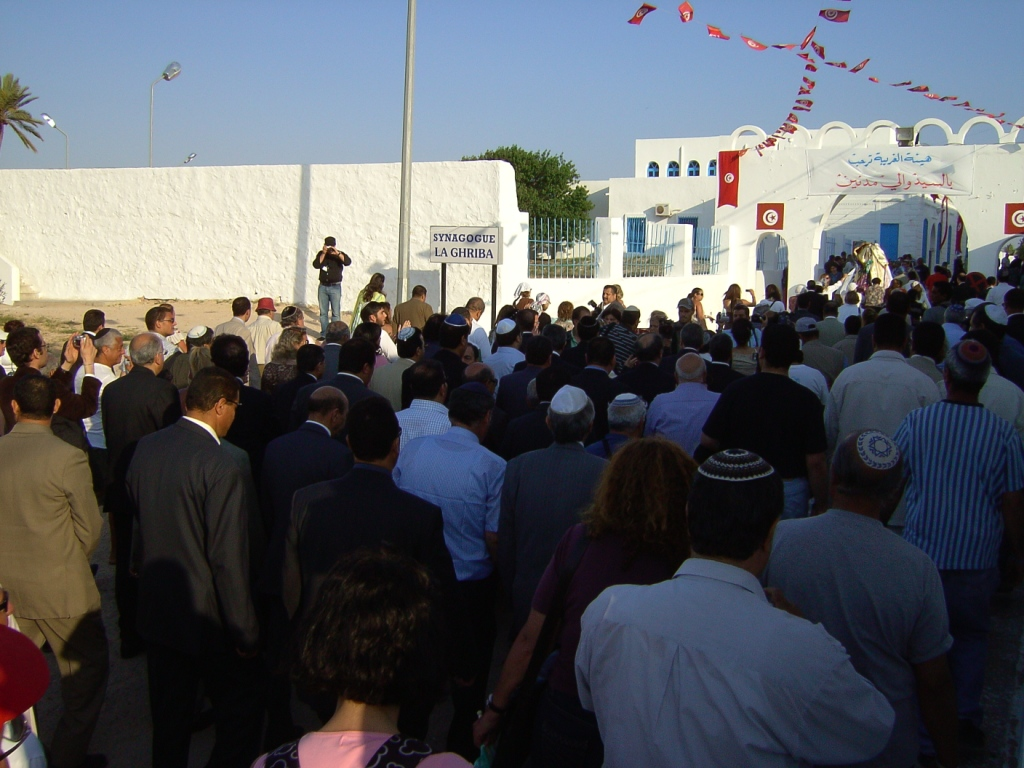
Lag Ba'omer (2007).

L'isola di Gerba ospita una comunità ebraica composta da circa un migliaio di anime e la sinagoga funge da centro della vita religiosa della comunità. 
Secondo la leggenda, la costruzione della sinagoga risale alla fuga dei sacerdoti in seguito della distruzione del tempio di Salomone da parte dei babilonesi sotto Nabucodonosor II nell'anno 586 a.C. (o, in alternativa, in seguito alla distruzione del secondo tempio nel 70 d.C.). I sacerdoti portavano con loro una porta e una pietra del tempio distrutto. 
In epoca moderna, l'abbigliamento della locale comunità ebraica comprende una fascia nera attorno ai pantaloni, che ricorda la distruzione del tempio.
Un'altra tradizione afferma che la sinagoga fu costruita in un luogo in cui viveva una ragazza (ghriba, ossia isolata). In seguito alla sua morte, il suo corpo non corrotto fu trovato dagli ebrei del villaggio vicino, e fu poi sepolto in una grotta che divenne il luogo di un pellegrinaggio annuale per il Lag Ba'omer.
Nel 1985, durante i festeggiamenti per la Simchat Torah, un poliziotto locale, responsabile della sicurezza della sinagoga, ha aperto fuoco sulla folla, uccidendo tre persone, tra cui un bambino, e ferendone 15.
L'11 aprile 2002, un camion pieno di esplosivi fu fatto esplodere vicino alla sinagoga, uccidendo 21 persone, tra cui 14 turisti tedeschi, cinque cittadini tunisini e due cittadini francesi. Al-Qaeda rivendicò la responsabilità dell'attentato, che fu scoperto essere stato ideato da Khalid Sheikh Mohammed e finanziato da un residente pakistano in Spagna.
Il 9 maggio 2023 un ufficiale della Guardia Nazionale tunisina ha ucciso un collega e poi, dopo un viaggio di 21 km, è giunto a Gerba per attaccare la sinagoga, dove si era radunata una folla di un migliaio di pellegrini per festeggiare Lag Ba'omer. Una volta giunto davanti al tempio l'attentatore a aperto il fuoco contro le forze di sicurezza schierate a difesa dell'edificio. Nell'attacco sono morti due pellegrini (un cittadino francese ed uno tunisino residente in Israele), lo stesso attentatore e tre poliziotti.
La sinagoga è gestita da un comitato di amministrazione indipendente istituito alla fine del XIX secolo, quando Gerba era sotto protettorato francese. Il comitato di amministrazione organizza il pellegrinaggio annuale e distribuisce le entrate agli anziani del villaggio.

## Architettura

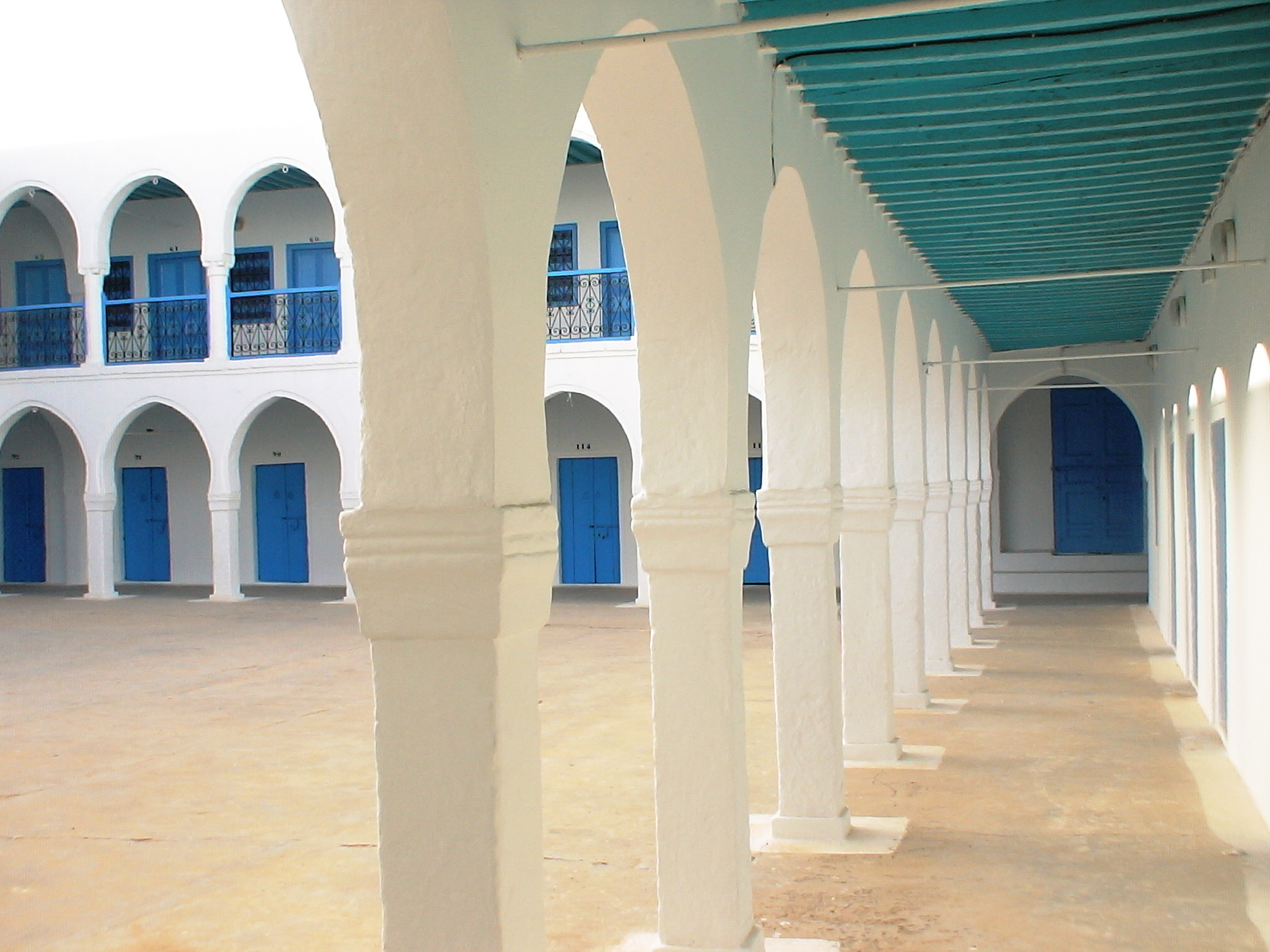
Cortile della sinagoga.

La sinagoga fu ricostruita alla fine del XIX secolo sul sito del precedente edificio del VI secolo.
All'esterno, l'attuale sinagoga si presenta come un edificio modesto, mentre l'interno è riccamente decorato. Contrariamente alle altre sinagoghe di Gerba, El Ghriba è composta da due sale coperte. A seguito di numerosi ampliamenti strutturali, la prima delle due sale è stata realizzata mediante la copertura di un cortile precedentemente aperto, al fine di aumentare la capacità del numero di visitatori. All'ingresso, si ergono due colonne che dividono la stanza in tre aree. Questa sala è collegata alla sala principale da tre volte. Vi sono due colonne, che sostengono un alto lucernario composto da numerose finestre. Inizialmente vi erano dodici finestre nella sala, che rappresentavano le dodici tribù di Israele.
Durante i successivi lavori di ristrutturazione furono aggiunte ulteriori finestre. Anche il lato nord è stato modificato. La Teva si trova sotto il lucernario (sul lato occidentale della sala di preghiera). Si nota la mancanza di una terza colonna a est, probabilmente mai costruita; la tradizione locale vede questa mancanza come memoria della distruzione del tempio di Gerusalemme. La tradizione afferma inoltre che l'edificio rimane incompiuto, perché nulla, tranne la divinità, è perfetto. Le panche di legno sono situate intorno alla Teva. Le pareti interne sono decorate con piastrelle di ceramica con ornamenti blu, bianchi e marroni dipinti a mano. Una rientranza sotto l'arco sacro segna il punto in cui si suppone vi si trovasse il corpo della ragazza (ghriba).
Il cortile interno è circondato da logge sostenute da colonne. I pellegrini possono alloggiare negli edifici adiacenti, di cui i più antichi furono costruiti alla fine del XIX secolo, mentre i più recenti risalgono ai primi anni '50.

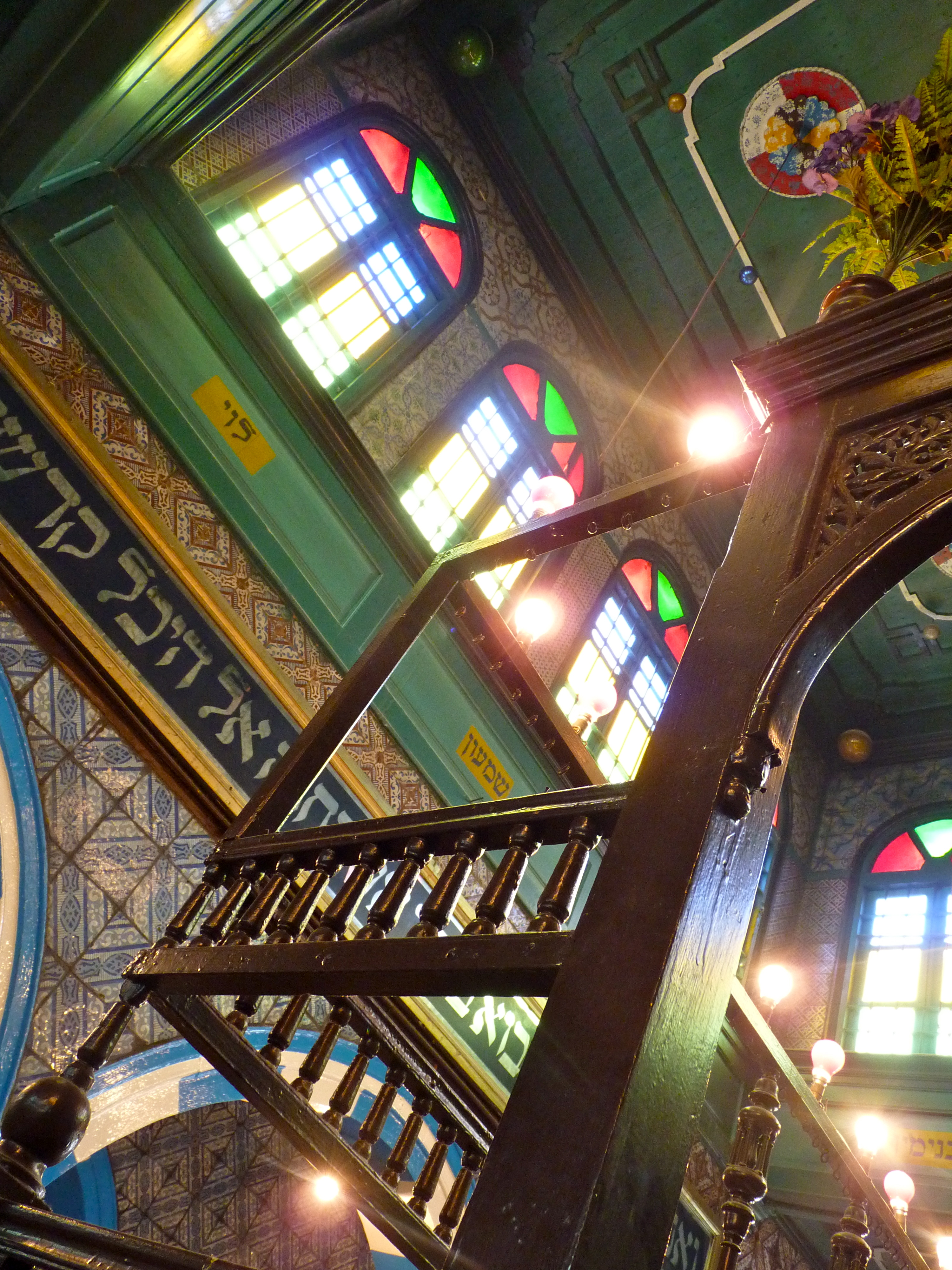
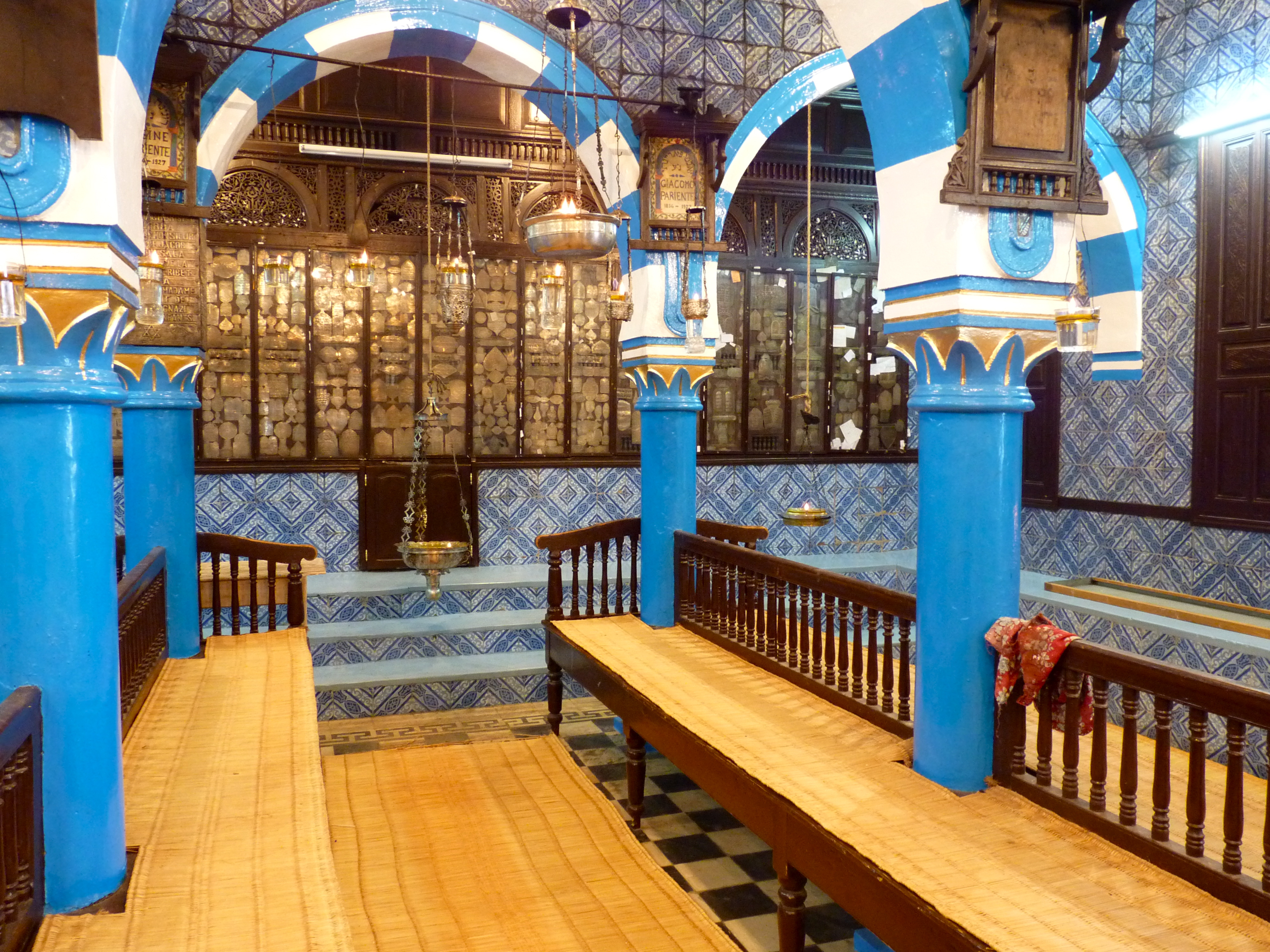
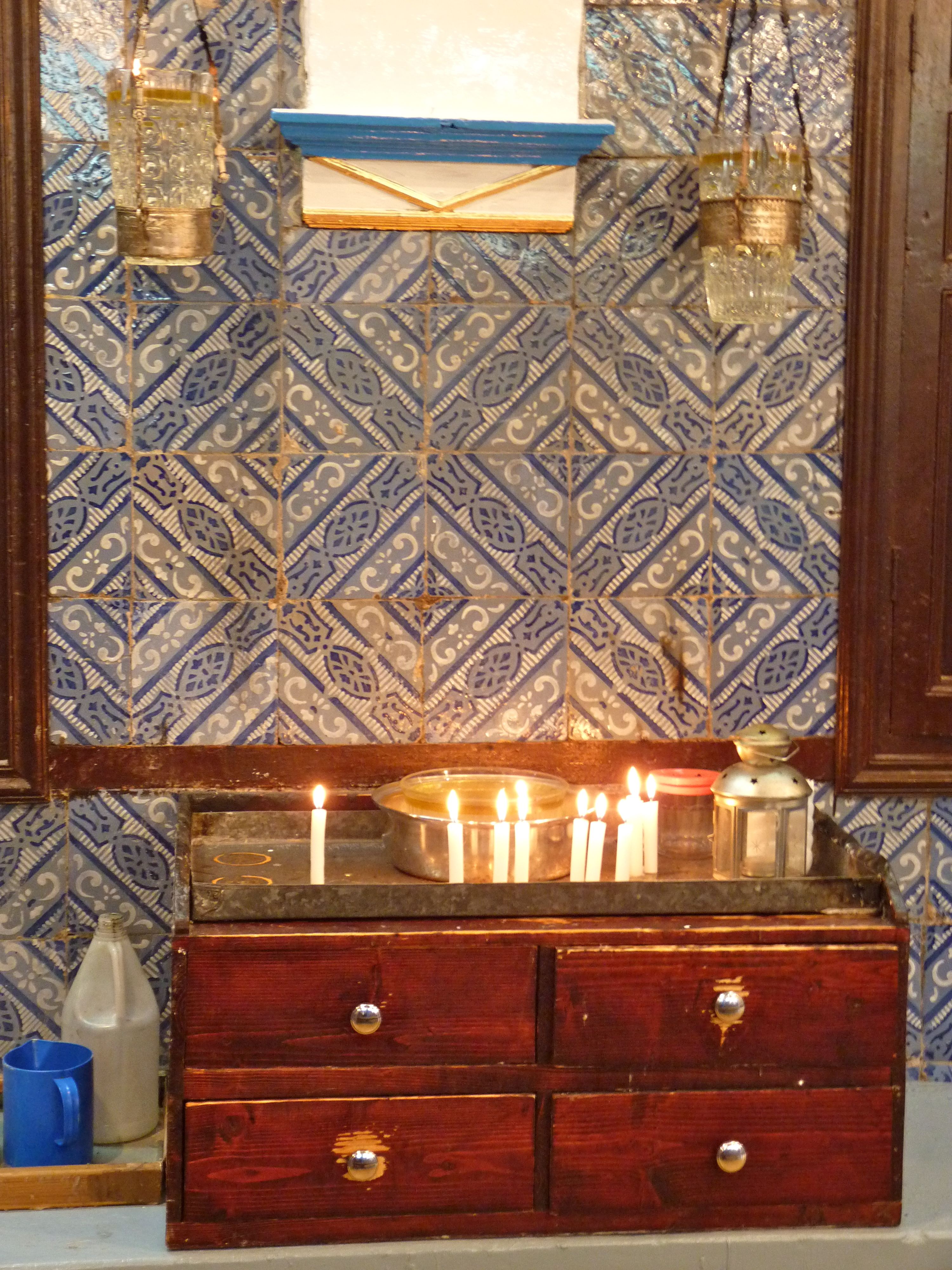
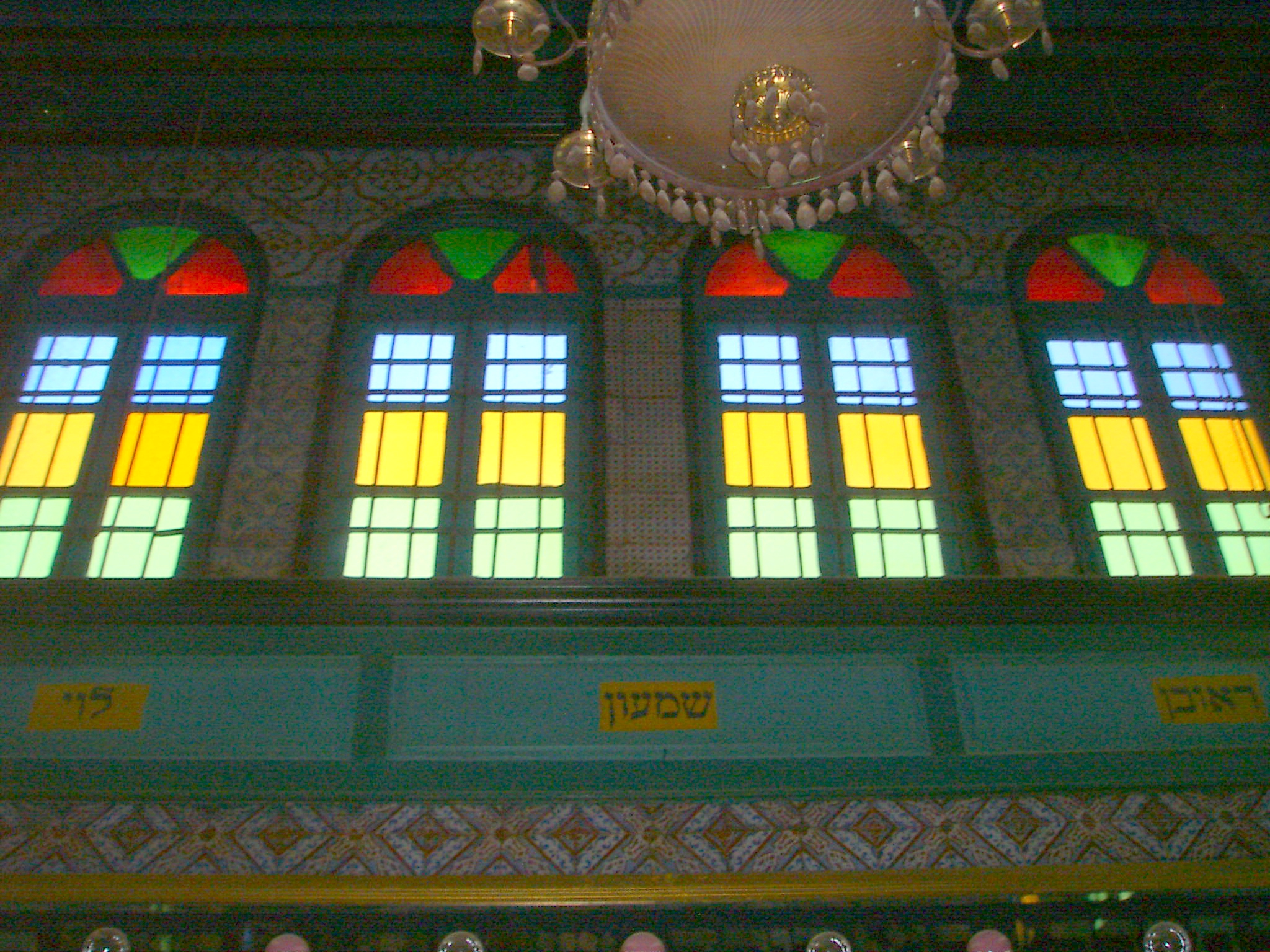
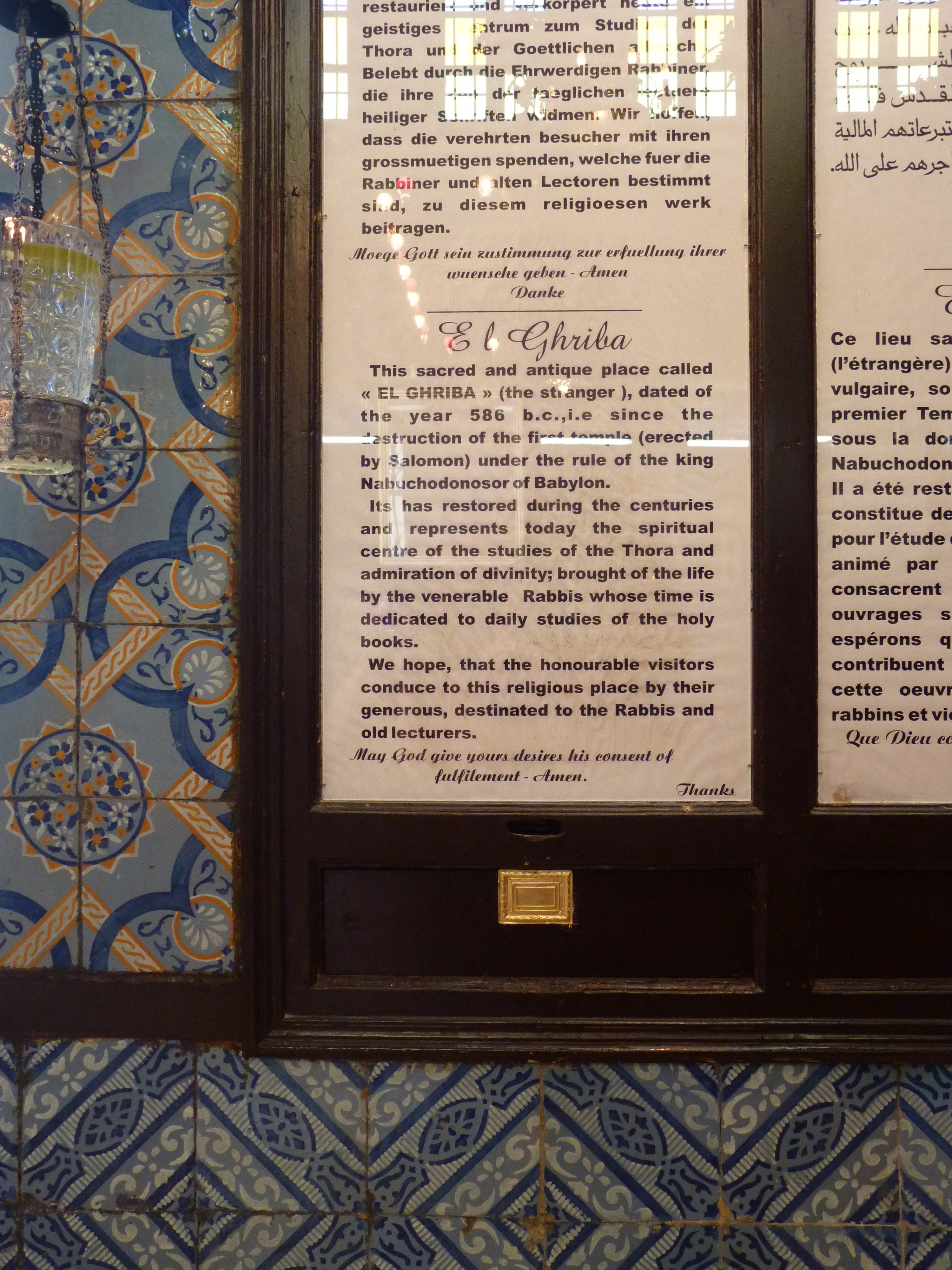

## Pellegrinaggio

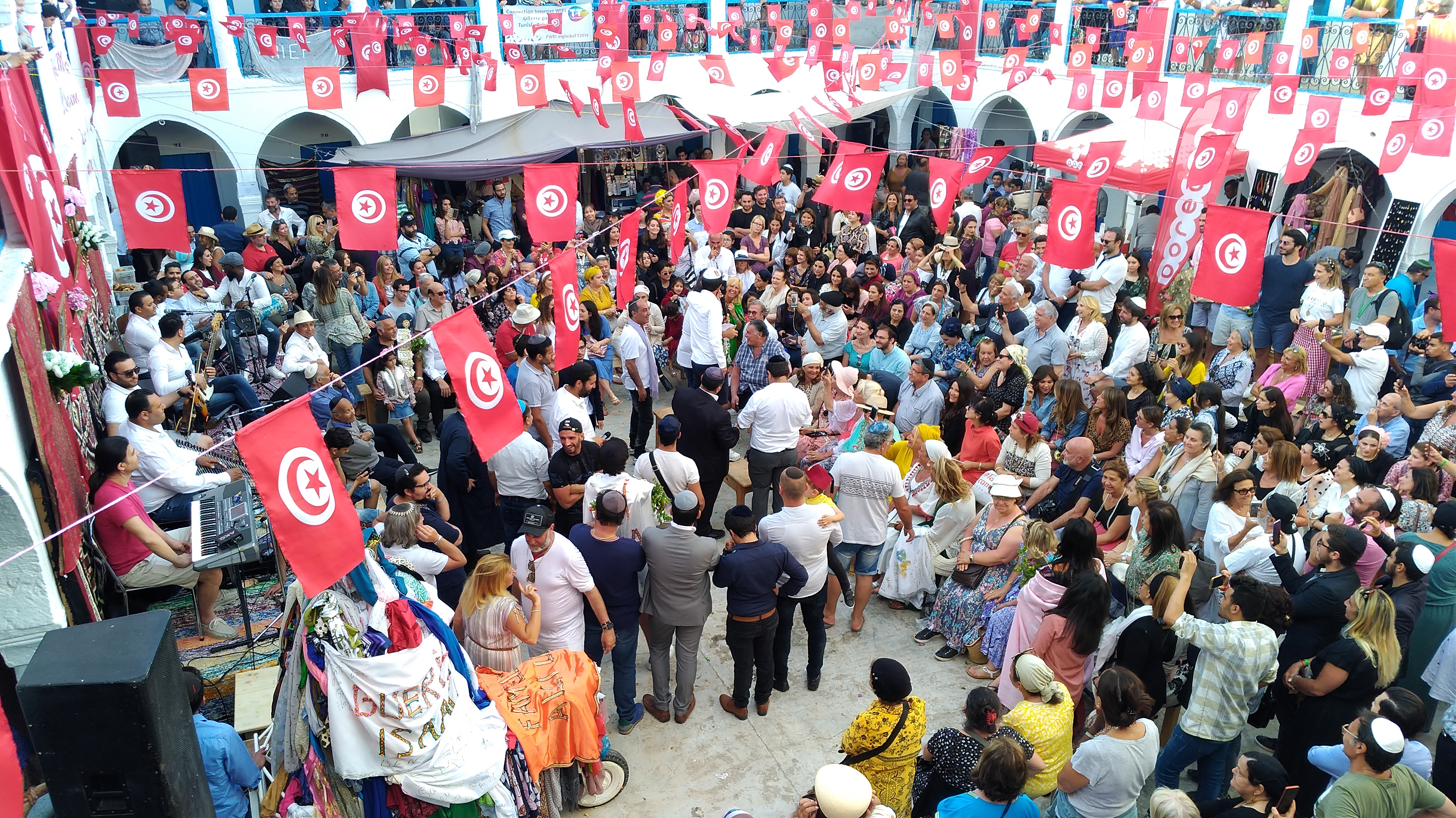
Celebrazioni nel 2019.

Il pellegrinaggio si tiene annualmente in occasione del Lag Ba'omer. Il quattordicesimo giorno di Iyar, iniziano le celebrazioni, in ricordo del rabbino Meir Baal HaNess, e procedono fino al Lag Ba'omer nel diciottesimo giorno di Iyar, in ricordo del rabbino Simeon bar Yochai (localmente conosciuto come il rabbino Shimon).